# Čekovce
Čekovce este o comună slovacă, aflată în districtul Krupina din regiunea Banská Bystrica. Localitatea se află la altitudinea de 396 m deasupra n.m., se întinde pe o suprafață de 15,02 km2 și în 2017 număra 453 de locuitori. Se învecinează cu comuna Dolné Mladonice.

## Istoric
Localitatea Čekovce este atestată documentar din 1391.

## Demografie
| An:                | 1994 | 2004    | 2014   | 2024   |
| ------------------ | ---- | ------- | ------ | ------ |
| Număr de persoane: | 515  | 420     | 455    | 447    |
| Diferență:         |      | −18,44% | +8,33% | −1,75% |

| An:                | 2023 | 2024   |
| ------------------ | ---- | ------ |
| Număr de persoane: | 435  | 447    |
| Diferență:         |      | +2,75% |